# Finska handarbetets vänner

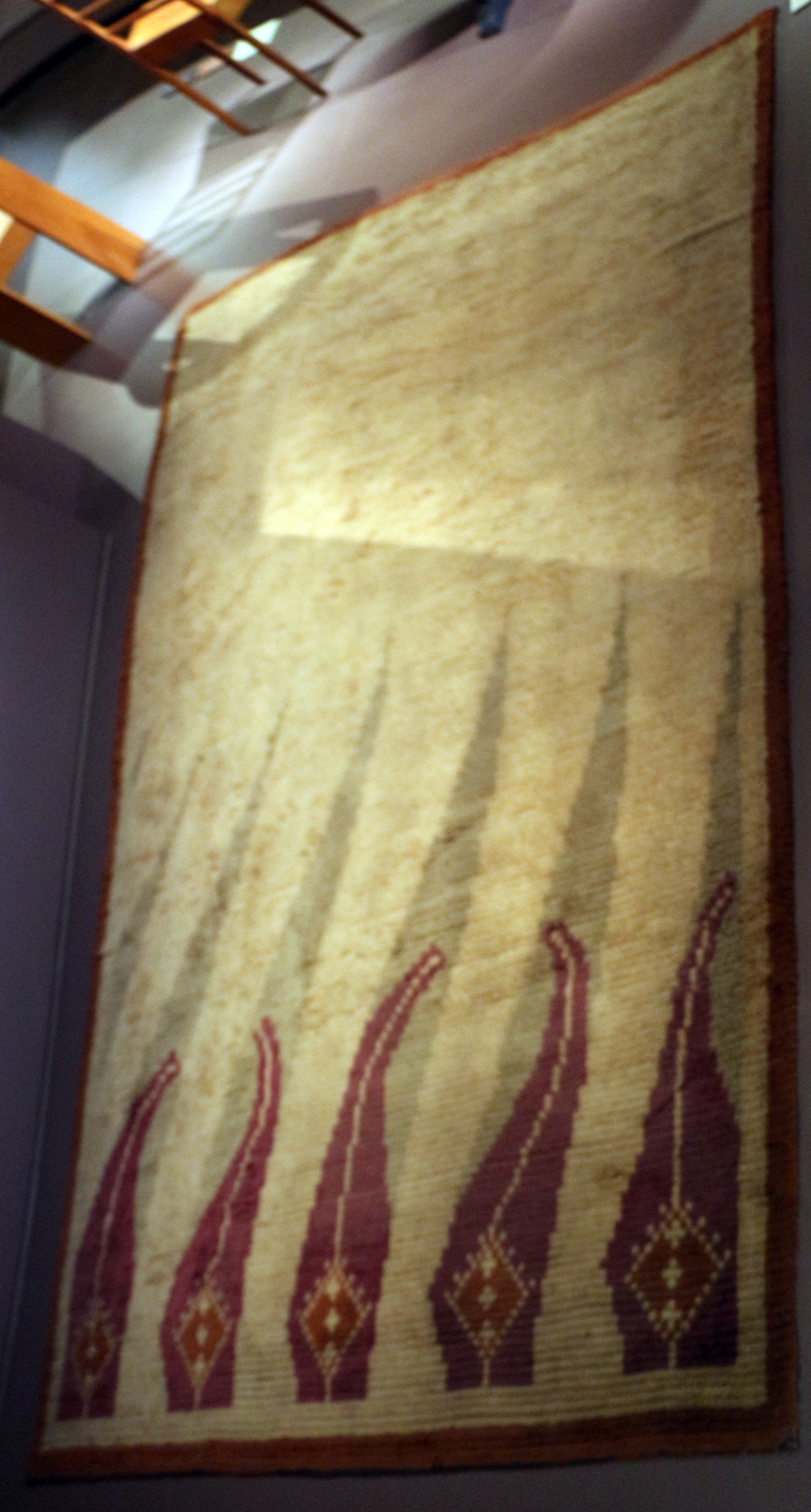
Akseli Gallen-Kallela carpet for Suomen Käsityön Ystävät (1906), Musée d'Orsay

Finska handarbetets vänner (finska: Suomen käsityön ystävät) är en finländsk förening som främjar inhemskt textilhantverk.
Föreningen bildades 1879 på initiativ av konstnären Fanny Churberg, med svenska Föreningen Handarbetets vänner som förlaga. Huvudsyftet var att utifrån insamlat etnografiskt material skapa textilmönster i en nationell finsk stil. Till föreningens tidiga tillskyndare hörde bland andra konstnären Jac Ahrenberg.